# Àrea Penitenciària
L'Àrea Penitenciària, o AP, és l'organisme dels Mossos d'Esquadra que s'encarrega dels trasllats de presos i preses des de la majoria de presons de Catalunya fins als jutjats corresponents. També s'ocupa de la vigilància d'aquests centres penitenciaris. Aquesta àrea policial depèn orgànicament de la Divisió de Suport Operatiu.

## Funcions
Segons l'article 184 del Decret 243/2007 les tasques que ha de desenvolupar aquesta àrea són concretament:
1. La vigilància i protecció dels centres penitenciaris que es determinin.
2. El trasllat de les persones internes dels centres penitenciaris dels quals l'Àrea en tingui assignada la vigilància i protecció i d'aquells altres que es determinin.
3. L'establiment de directrius tècniques en l'àmbit de la vigilància de centres penitenciaris i trasllats de persones internes.
4. La interlocució i representació de la Policia de la Generalitat - Mossos d'Esquadra en l'àmbit penitenciari davant d'altres institucions i organismes.
5. L'anàlisi i l'avaluació de l'activitat de la Policia de la Generalitat - Mossos d'Esquadra en l'àmbit penitenciari.
6. Les altres funcions que se li encomanin.

La seva tasca principal és vigilar i protegir els centres penitenciaris catalans. Però la tasca més intensa són els milers de trasllats de presos que han de fer des dels centres als jutjats on tenen les causes pendents les vegades que faci falta.

### La vigilància de presons
Les presons són una competència dels Mossos d'Esquadra. Estan encerclades per un complex perímetre de seguretat que inclou dues parets de formigó de sis metres amb concertines de filferro espinós al capdamunt, i fins a tres tanques de reixa metàl·lica coronades de la mateixa manera. Entremig una carretera per la qual circulen cotxes dels mossos contínuament envolta també el perímetre. Els sensors de moviment i de pes completen les infraestructures externes de vigilància. A més a més des del centre de control es vigilen constantment totes les imatges de vídeo. Les mesures són tan extremes que les opcions de fuga es redueixen a les oportunitats que es presentin durant un trasllat (de les poques vegades que passa aquesta és la més corrent), intentar marxar-ne com un visitant (molt intentada però poc reeixida) o l'ús d'un helicòpter com ha passat en algun país europeu.
Els mossos s'encarreguen només de la vigilància d'aquest perímetre exterior. A l'interior la seguretat i la relació amb els presos va a càrrec dels funcionaris de presons. De fet no poden entrar-hi i només ho fan habitualment per a la càrrega i descàrrega dels presos o en el cas excepcional d'un motí (circumstància que aniria a càrrec de l'ABM o els GEI).

### Trasllats penitenciaris
Globalment a Catalunya es fan uns 40.000 trasllats a l'any (més de 150 diaris) consistents en acompanyaments a judicis, visites mèdiques i trasllats entre presons. De la mateixa manera realitzen els intercanvis de presos amb la Guàrdia Civil quan venen de fora o han d'anar fora de Catalunya. Els trasllats s'han d'estudiar prèviament, pràcticament cas per cas, per tal de valorar els diversos factors que poden afectar-lo: com ara la perillositat de cada pres, els seus recursos, la sospita d'un intent de fuga, etc. Depenent de la perillositat es pot requerir la presència d'agents d'una d'una Àrea Bàsica Policial, una ARRO, de l'ABM o fins i tot dels GEI. Un cas molt concret però prou habitual, per exemple, és el trasllat de dones amb criatures, que s'ha de fer amb cotxes no logotipats amb vidres fumats i una cadireta per a l'infant. Els trasllats considerats de més risc són sempre els no previstos, normalment per anar d'urgència a l'hospital, en els quals es prenen les màximes mesures de seguretat, sobretot des de la brutal fugida de Brito i Picatoste l'octubre del 2001. Davant del risc d'accident, els presos transportats no són emmanillats a parts fixes del vehicle; fins i tot hi ha una trapa al sostre que més d'una vegada provoca ànsies de fuga i intenten forçar-la sense èxit.

## Estructura
Té la seu física al Complex Central Egara. El comandament directe de l'àrea està en mans d'un cap i d'un sotscap (subordinat a les ordres del primer), els quals acostumen a ser un inspector i un sotsinspector respectivament.
Les tasques de policia de presons són executades per uns 800 mossos d'esquadra, però només 400 formen part de l'AP estrictament, ja que els serveis penitenciaris a Ponent-Pirineu depenen de llur regió policial, seguint això sí les instruccions tècniques dictades per l'AP. Pel que fa als centres penitenciaris de Barcelona allí hi actua la ARSET en comptes de l'Àrea Penitenciària. Aquesta actua només a les regions Central, Metropolitana Nord i Metropolitana Sud, que és on hi ha la majoria de centres penitenciaris de Catalunya, així com l'Hospital Penitenciari, als afores de Terrassa.
El funcionament habitual de l'Àrea Penitenciària està regit per l'anomenat "llençol", una gran base de dades amb tots i cadascun dels trasllats fixats i les seves característiques: els mossos assignats, els presos que porten i la seva perillositat, el vehicle, les necessitats de seguretat de cada transport, i també els canvis que es van produint al llarg del dia. A partir de l'ordinador i la ràdio l'Àrea Penitenciària controla en temps real on són i què fan tots els transports.
A banda dels vehicles habituals, l'AP disposa també d'un camió amb una capacitat de 18 presos, dos camions amb una capacitat de 12, cinc furgonetes amb capacitat de 5, i un vehicle no logotipat.

## Història
La vigilància del sistema penitenciari va ser la primera competència que van assumir íntegrament els Mossos d'Esquadra. Fou ja el 1989 quan va començar el traspàs, i el 1993 finalitzava amb l'assumpció dels trasllats penitenciaris.